# Fallston (Caroline du Nord)

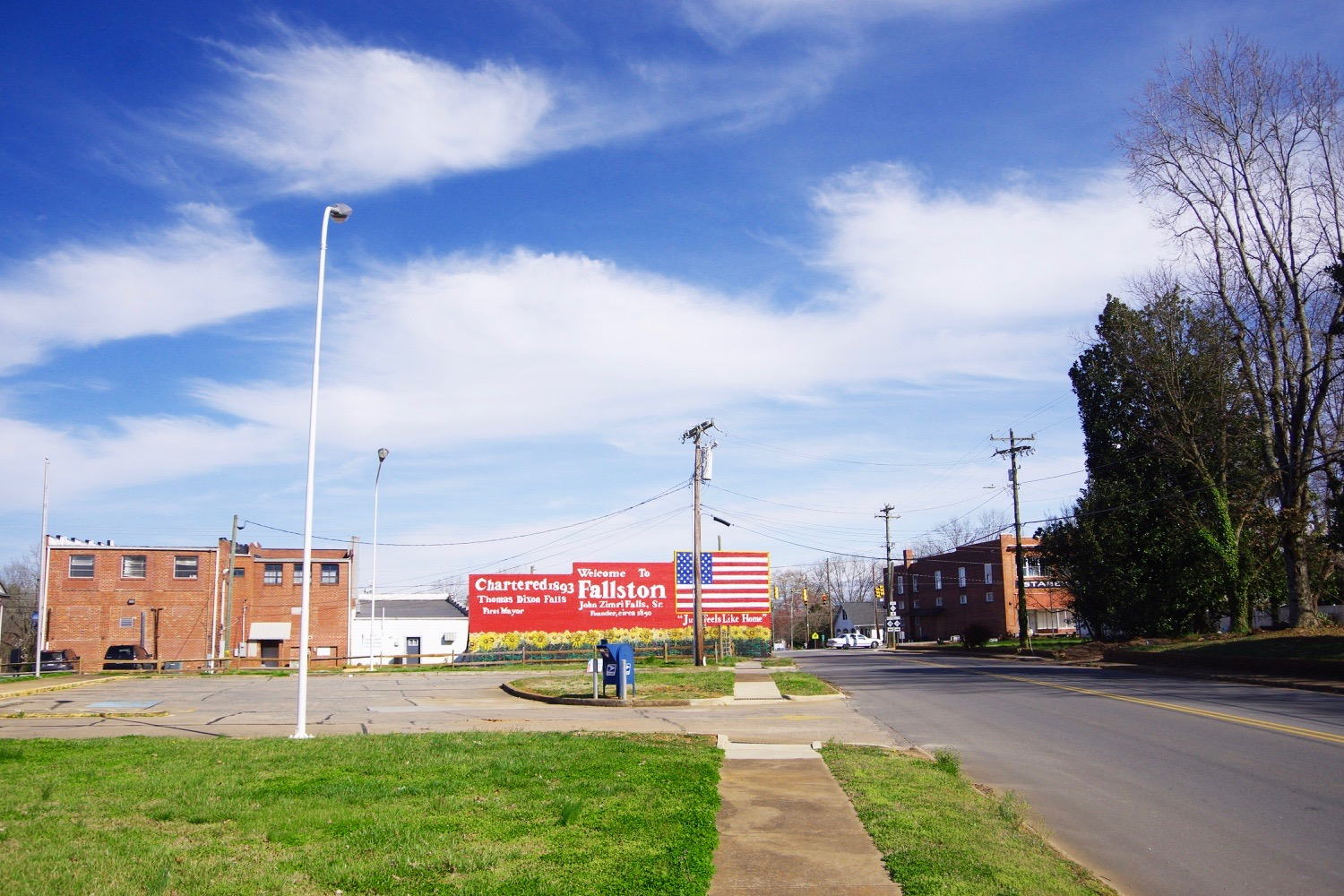
Autoroute NC 182 à l'approche de Fallston

Pour les articles homonymes, voir Fallston.
Fallston est une ville américaine située dans le comté de Cleveland dans l'État de Caroline du Nord. En 2010, sa population était de 607 habitants.

## Démographie
| 1970 | 1980 | 1990 | 2000 | 2010 | - |
| ---- | ---- | ---- | ---- | ---- | - |
| 301  | 614  | 498  | 603  | 607  | - |

## Source de la traduction
- (en) Cet article est partiellement ou en totalité issu de l’article de Wikipédia en anglais intitulé « Fallston, North Carolina » (voir la liste des auteurs).